# David Vann
David Vann (n. Adak, Alaska, 19 d'octubre de 1966) és un escriptor nord-americà.

## Biografia
Va passar la seva infància a Ketchikan, una petita població pesquera de l'extrem oriental d'Alaska. Va esperar dotze anys per veure publicat el seu primer llibre de ficció, Legend of a Suicide, mentre es dedicava a la capitania i la construcció de vaixells. Actualment és professor d'escriptura creativa al campus de San Francisco de la Universitat de Califòrnia.

## Obra
- 2005 – A Mile Down: The True Story of a Disastrous Career at Sea
- 2008 – Legend of a Suicide (recull de narracions; inclou Sukkwan Island, traduït al català,[2] Premi Llibreter 2011)
- 2011 – Caribou Island (en català Desolacions: Caribou Island)[3]
- 2011 – Last Day On Earth: A Portrait of the NIU School Shooter
- 2012 – Dirt (en català Terra)[4]
- 2013 – Goat Mountain
- 2014 – Crocodile: Memoirs from a Mexican Drug-Running Port (publicat només en castellà amb el títol Cocodrilo: Varado en un puerto de narcos)
- 2015 – Aquarium (en català L'aquari)[5]